# توبياس ألباراسين
توبياس ألباراسين (بالإسبانية: Tobías Albarracín)‏ هو لاعب كرة قدم أرجنتيني في مركز الوسط، ولد في 5 ديسمبر 1984 في مدينة لا ريوخا في الأرجنتين. لعب مع رامبلا جونيورز وليغيا وارسو ونادي بوليفار ونادي سان خوسيه ونادي غواراني.

## وصلات خارجية
- توبياس ألباراسين على موقع قاعدة بيانات كرة القدم.إي يو (الإنجليزية)
- توبياس ألباراسين على موقع Soccerway.com (الإنجليزية)
- توبياس ألباراسين على موقع AS.com (الإسبانية)